# Journées cinématographiques de Carthage 2017
Les Journées cinématographiques de Carthage 2017, 28e édition du festival, se déroulent du 4 au 11 novembre 2017.

## Déroulement et faits marquants
Cette édition met le cinéma algérien à l'honneur.
Le palmarès est dévoilé le 11 novembre 2017 : le Tanit d'or est décerné au Train de sel et de sucre de Licínio Azevedo, le Tanit d'argent au film Les Initiés (Inxeba) de John Trengove et le Tanit de bronze à Volubilis de Faouzi Bensaïdi. Les prix d'interprétation sont remis à Véro Tshanda Beya Mputu pour Félicité et Adel Moneem Chwayet pour Mustafa Z (de).

## Jury
- Michel Khleifi (président du jury), réalisateur
- Félicité Wouassi, actrice
- Rabia Ben Abdallah, actrice
- Pablo César (en), réalisateur
- Mama Keïta, scénariste
- Hassan Benjelloun, réalisateur et scénariste

## Sélection

### Compétition
- Headbang Lullaby de Hicham Lasri ( Maroc)
- Wallay de Berni Goldblat ( Burkina Faso)
- Les Initiés (Inxeba) de John Trengove ( Afrique du Sud)
- En attendant les hirondelles de Karim Moussaoui ( Algérie)
- Les Armes miraculeuses de Jean-Pierre Bekolo ( Cameroun)
- Félicité d'Alain Gomis ( Sénégal)
- Volubilis de Faouzi Bensaïdi ( Maroc)
- L'Insulte de Ziad Doueiri ( Liban)
- Sheikh Jackson d'Amr Salama (en) ( Égypte)
- La Pluie de Homs de Joud Saïd ( Syrie)
- Le Train de sel et de sucre de Licínio Azevedo ( Mozambique)
- La Belle et la Meute de Kaouther Ben Hania ( Tunisie)
- Mustafa Z (de) de Nidhal Chatta ( Tunisie)
- Vent du nord de Walid Mattar ( Tunisie)

### Hors compétition
- Écrire sur la neige de Rashid Masharawi ( Palestine), film d'ouverture
- Cadre hors tension aka Révolution jusqu'à la victoire de Mohanad Yaqubi ( Palestine)
- Withered Green de Mohammed Hammad ( Égypte)
- Pluie de sueur de Hakim Belabbes ( Maroc)
- Ceux qui restent d'Eliane Raheb (en) ( Liban)

### Séances spéciales
- El Jaida de Salma Baccar ( Tunisie)
- La Rumeur de l'eau de Taïeb Louhichi ( Tunisie)

## Palmarès
- Tanit d'or : Le Train de sel et de sucre de Licínio Azevedo
- Tanit d'argent : Les Initiés (Inxeba) de John Trengove
- Tanit de bronze : Volubilis de Faouzi Bensaïdi
- Prix du meilleur montage : En attendant les hirondelles de Karim Moussaoui
- Prix de la meilleure image : Le Train de sel et de sucre de Licínio Azevedo
- Prix du meilleur scénario : Vent du nord de Walid Mattar
- Prix d'interprétation dans un rôle féminin : Véro Tshanda Beya Mputu dans Félicité
- Prix d'interprétation dans un rôle masculin : Abdelmonem Chouayet dans Mustafa Z (de)